# Миркес, Евгений Моисеевич
Евге́ний Моисе́евич Ми́ркес (род. 20 января 1964, Красноярск, СССР) — российский математик и программист, специалист в области математического моделирования, прикладной математики и программирования, разработчик методов обучения искусственных нейронных сетей и стандартов их программирования и обучения. Доктор технических наук.

## Образование
Интерес к прикладной математике и программированию у Е. М. Миркеса проявился с детства. Он — один из самых известных учеников Красноярской летней школы, участник и призёр различных региональных олимпиад школьников. Первую научную работу для публикации в центральном научном журнале подготовил, обучаясь на 3 курсе Красноярского университета. Закончил математический факультет Красноярского университета в 1985 году. В 1990 году защитил кандидатскую диссертацию «Априорные оценки в прямой кинетической задаче», выполненную под руководством В. И. Быкова и А. Н. Горбаня. Докторскую диссертацию «Функциональные модели универсального нейрокомпьютера» защитил в 2001 году (научный консультант А. Н. Горбань). Профессор кафедры НейроЭВМ. В настоящее время работает в Лестерском университете, Великобритания.

## Основные научные результаты

### Математическая химия,химическая термодинамикаикинетика
- Доказал выпуклость термодинамических функционалов Ляпунова для задач химической кинетики в неизотермических условиях.
- Создал методы и программное обеспечение для сокращения неопределённости в кинетических константах сложных химических реакций с учётом термодинамических ограничений и принципа детального равновесия. Методы предназначены для построения кинетических моделей и для использования в банках кинетических данных[3]
- На основе групповой классификации химических элементов Румера — Фета получил новые массовые формулы для атомов.[4]
- Разработал новую систему предсказания свойств химических элементов, атомов и молекул — метод мультиплетных покрытий.[5][6] Решается классическая проблема восстановления недостающих данных в следующей постановке: найти для каждого объекта наилучшую формулу, выражающую его признаки через признаки других объектов (которых должно быть по возможности меньше). Эта формула должна быть инвариантна относительно смены шкал измерения. Данный подход подробно описан в последующей статье А. Н. Кирдина и др., доступной онлайн.[7]
- В своей кандидатской диссертации получил в определённом смысле лучшие (неулучшаемые) оценки времени релаксации химической системы.

### Нейроинформатика
- Разработана функциональная модель универсального нейрокомпьютера. Определены принципы выделения функциональных компонентов. Проведена декомпозиция нейрокомпьютера на функциональные компоненты в соответствии с предложенными принципами. Показана универсальность разработанной модели — возможность реализации в рамках данной модели всех основных видов нейронных сетей. Предложенная модель позволяет проводить аргументированное сравнение различных реализаций отдельных компонентов нейрокомпьютера, отслеживать взаимосвязи между компонентами.
- Для каждого компонента разработан полный (исчерпывающий) список запросов. Это позволяет при разработке больших программных комплексов разрабатывать каждый компонент независимо от других. Чёткое определение функций каждого компонента позволяет разрабатывать для каждого компонента наиболее эффективные реализации независимо от других компонентов.
- Разработан принцип построения нового типа оценок, названный эффективной функцией оценки. Эффективность предложенного типа оценок состоит в том, что их использование позволяет ускорить обучение нейронной сети, оценить уровень уверенности нейронной сети в полученном ответе, обучить с малой надёжностью сеть решению тех задач, которые сеть данной архитектуры не может решить с высокой надёжностью, учесть при обучении различие в достоверности ответов в разных примерах.
- Разработан метод получения явных знаний из данных с помощью логически прозрачных нейронных сетей, получаемых из произвольных обученных сетей специальной процедурой контрастирования (скелетонизации). В большинстве случаев удаётся получить вербальную схему логического вывода.
- Разработан метод построения минимально необходимых наборов входных данных и построения на их основе наборов входных данных повышенной надёжности (устойчивости к искажениям во входных данных).
- Разработан метод конструирования нейронных сетей из простейших элементов и более простых сетей. Предложен способ описания процесса конструирования и язык для записи его результата.
- Получены оценки способности сети ассоциативной памяти к точному воспроизведению эталонов.  Разработаны методы, позволяющие повысить информационную ёмкость. Построены три сети ассоциативной памяти, имеющие большую информационную ёмкость и менее зависящие от степени коррелированности эталонов, чем классические варианты сетей Хопфилда.
- Разработанная функциональная модель была частично реализована в ряде учебных и исследовательских программных продуктов. Программы, созданные Е. М. Миркесом и под его руководством, широко используются в учебном процессе в России (под общим названием «Нейроучебник»[8]).

### Книга «Нейрокомпьютер: проект стандарта»
Большинство результатов Е. М. Миркеса по нейроинформатике суммировано в его монографии. Из авторского предисловия к книге:

Многолетние усилия многих исследовательских групп привели к тому, что к настоящему моменту накоплено большое число различных «правил обучения» и архитектур нейронных сетей, способов оценивать и интерпретировать их работу, приемов использования нейронных сетей для решения прикладных задач.
До сих пор эти правила, архитектуры, системы оценки и интерпретации, приемы использования и другие интеллектуальные находки существуют в виде «зоопарка» сетей. Каждая сеть из зоопарка имеет свою архитектуру, правило обучения и решает конкретный набор задач.
Мы предлагаем систематизировать «зоопарк». Для этого полезен такой подход: каждая нейронная сеть из зоопарка должна быть представлена как реализованная на идеальном нейрокомпьютере, имеющем заданную структуру. Такой подход преследует две цели. Во-первых, сделать нейросетевые программы совместимыми по способу описания нейронных сетей и сопутствующих компонент, что сильно упростит жизнь пользователям нейросетевых приложений. Во-вторых, единый подход к описанию позволяет корректно сравнивать между собой различные архитектуры нейронных сетей и алгоритмов обучения. … Идея написания этой книги родилась на основе двенадцатилетней работы Красноярской группы НейроКомп.

### Книга «Особенности личности и потребление наркотиков. История, рассказанная данными»
В этой книге Миркеса с соавторами изучены психологические особенности, связанные с потреблением наркотиков, на основе анализа новой базы данных с информацией о 1885 респондентах и употреблении 18 наркотиков. Дан детальный обзор опубликованных работ по психологическим профилям потребителей наркотиков. Подробно описаны используемые методы интеллектуального анализа данных и машинного обучения.
Показано, что личностные черты (пятифакторная модель, импульсивность и стремление к поиску новых ощущений - sensation seeking) вместе с простыми демографическими данными позволяют прогнозировать риск потребления отдельных наркотиков с чувствительностью и специфичностью выше 70% для большинства наркотиков. Анализируются корреляции употребления различных веществ. Описываются группы наркотиков ("плеяды") с коррелированным употреблением.
Книга является частью большой исследовательской программы "Истории, рассказанные данными".

## Педагогическая работа
Е. М. Миркес преподаёт и работает со способными школьниками, начиная со своих студенческих лет. В 1990 году он совместно с А. Н. Горбанём организовал Первую Всесоюзную олимпиаду по нейроинформатике среди студентов и школьников Советского Союза. Проехали с лекциями и специально подготовленным программным обеспечением по многим городам страны, раздали, а потом собрали задание заочного тура, после чего собрали очный тур «посередине» — в г. Омске.
Из интервью Е. М. Миркеса газете «Первое Сентября» о «другом образовании»:

— А вы не можете описать алгоритм, как заставить детей думать?
— Это же не компьютеры, это люди.
— Хотя бы в общих словах.
— Конечно, должно быть трудно. То, что легко, не ценится. В принципе не ценится. И задачи должны захватывать. Они должны быть обречены на успех. И дети должны почувствовать этот успех. Они должны за время учебы добиться результата, порадоваться ему, понять, что он значимый. Тогда, если жизнь ставит перед ними вопросы, они берут их и решают.

А школьники в Красноярской летней школе поют свою песенку «У меня есть рыжий Миркес».

## Внешние ссылки
В настоящее время совместно с Департаментом математики Лейстерского университета (Великобритания) Е.М. Миркес создает онлайн учебник по анализу данных. Опубликованы три первых апплета.
- kNN и Потенциальная энергия (апплет), Е.М. Миркес и Лестерский университет. Апплет позволяет сравнивать два метода классификации.
- K-means and K-medoids, Е.М. Миркес и Лестерский университет (апплет, демонстрирующий работу алгоритма и позволяющий исследовать и сравнивать два метода кластерного анализа).
- PCA, SOM and GSOM Е.М. Миркес и Лестерский университет. Метод главных компонент, самоорганизующиеся карты и растущие самоорганизующиеся карты.